# Пахт, Раймунд
Раймунд Пахт (нем. Raimund Hugo August Wilhelm Pacht; 1822—1854) — российский геолог, минералог и палеонтолог.

## Биография
Родился 27 сентября (9 октября) 1822 года в Вольмаре; происходил из балтийских немцев.
В 1841 году окончил Дерптскую гимназию и поступил в Дерптский университет, где изучал врачебное искусство (до 1843) и минералогию (в 1843—1846). В 1846 году успешно окончил университетский курс и в 1847 году получил звание кандидата, а в 1849 году — учёную степень доктора философии. 
После этого Р. Пахт отправился за границу и продолжал свои занятия в Лейпцигском университете и Фрейбергской горной академии. 
В 1852 году Раймунд Пахт получил степень доктора философии в Берлине, затем вернулся в России. Давал частные уроки в Новгороде, Пернове и Дерпте, читал лекции в Дерптском университете.
В 1853 году предпринял научное путешествие на юг Российской империи, а после возвращения стал консерватором Императорской Петербургской Академии наук.
Он определил ареал карбонатных пород девона в Прибалтике, дал их литолого-палеонтологическое описание, сравнил со слоями около Новгорода.
Скончался 2 (14) июля 1854 года в Санкт-Петербурге.